# Wereldkampioenschappen zwemmen jeugd 2013
De wereldkampioenschappen zwemmen jeugd 2013 werden gehouden van 26 tot en met 31 augustus 2013 in het Dubai Sports complex in Dubai, Verenigde Arabische Emiraten.

## Medailles
Legenda
- WR = Wereldrecord
- CR = Kampioenschapsrecord

### Mannen
| Onderdeel            | Goud                                                                      | Goud       | Zilver                                                                       | Zilver   | Brons                                                                     | Brons    |
| -------------------- | ------------------------------------------------------------------------- | ---------- | ---------------------------------------------------------------------------- | -------- | ------------------------------------------------------------------------- | -------- |
| Vrije slag           |                                                                           |            |                                                                              |          |                                                                           |          |
| 50 m                 | Luke Percy Australië                                                      | 22,14      | Jevgeni Sedov Rusland                                                        | 22,19    | Caeleb Dressel Verenigde Staten                                           | 22,22    |
| 100 m                | Caeleb Dressel Verenigde Staten                                           | 48,97 CR   | Luke Percy Australië                                                         | 49,06    | Jevgeni Sedov Rusland                                                     | 49,47    |
| 200 m                | Mack Horton Australië                                                     | 1.47,55 CR | James Guy Verenigd Koninkrijk                                                | 1.48,18  | Andrea Mitchell D'Arrigo Italië                                           | 1.48,28  |
| 400 m                | Mack Horton Australië                                                     | 3.47,12 CR | James Guy Verenigd Koninkrijk                                                | 3.48,05  | Jan Micka Tsjechië                                                        | 3.48,32  |
| 800 m                | Mack Horton Australië                                                     | 7.45,67 CR | Jan Micka Tsjechië                                                           | 7.56,33  | Paweł Furtek Polen                                                        | 7.58,33  |
| 1500 m               | Mack Horton Australië                                                     | 14.56,60   | Jan Micka Tsjechië                                                           | 15.08,43 | Paweł Furtek Polen                                                        | 15.17,48 |
| Rugslag              |                                                                           |            |                                                                              |          |                                                                           |          |
| 50 m                 | Grigori Tarasevitsj Rusland                                               | 25,44      | Carl Louis Schwarz Duitsland                                                 | 25,76    | Michail Kontizas Griekenland                                              | 25,90    |
| 100 m                | Apostolos Christou Griekenland                                            | 54,87 CR   | Danas Rapšys Litouwen                                                        | 55,24    | Grigori Tarasevitsj Rusland                                               | 55,33    |
| 200 m                | Luca Mencarini Italië                                                     | 1.57,92 CR | Keita Sunama Japan                                                           | 1.58,21  | Connor Green Verenigde Staten                                             | 1.58,42  |
| Schoolslag           |                                                                           |            |                                                                              |          |                                                                           |          |
| 50 m                 | Peter John Stevens Slovenië                                               | 27,98      | Kohei Goto Japan                                                             | 28,09    | Vsevolod Zanko Rusland                                                    | 28,18    |
| 100 m                | Ilja Chomenko Rusland                                                     | 1.00,88 CR | Vsevolod Zanko Rusland                                                       | 1.01,10  | Kohei Goto Japan                                                          | 1.01,39  |
| 200 m                | Aleksandr Palatov Rusland                                                 | 2.10,75 CR | David Horvath Hongarije                                                      | 2.11,95  | Michail Dorinov Rusland                                                   | 2.12,11  |
| Vlinderslag          |                                                                           |            |                                                                              |          |                                                                           |          |
| 50 m                 | Cameron Jones Australië                                                   | 23,96      | Dylan Carter Trinidad en Tobago                                              | 23,98    | Takaya Yasue Japan                                                        | 24,01    |
| 100 m                | Takaya Yasue Japan                                                        | 53,01      | Pedro Vieira Brazilië                                                        | 53,17    | Justin Lynch Verenigde Staten                                             | 53,27    |
| 100 m                | Takaya Yasue Japan                                                        | 53,01      | Pedro Vieira Brazilië                                                        | 53,17    | Matthew Josa Verenigde Staten                                             | 53,27    |
| 200 m                | Andrew Seliskar Verenigde Staten                                          | 1.56,42 CR | Masato Sakai Japan                                                           | 1.56,82  | Aleksandr Koedasjev Rusland                                               | 1.58,57  |
| Wisselslag           |                                                                           |            |                                                                              |          |                                                                           |          |
| 200 m                | Joseph Bentz Verenigde Staten                                             | 1.59,44 CR | Semen Makovitsj Rusland                                                      | 1.59,50  | Keita Sunama Japan                                                        | 1.59,74  |
| 400 m                | Joseph Bentz Verenigde Staten                                             | 4.14,97 CR | Semen Makovitsj Rusland                                                      | 4.15,89  | Keita Sunama Japan                                                        | 4.17,67  |
| Vrije slag estafette |                                                                           |            |                                                                              |          |                                                                           |          |
| 4×100 m              | Australië Luke Percy Regan Leong Blake Jones Mack Horton                  | 3.16,96 CR | Verenigde Staten Paul Powers Brett Ringgold Kyle Gornay Caeleb Dressel       | 3.19,21  | Rusland Jevgeni Sedov Ivan Koezmenko Danila Meljanenkov Sergej Tarchanov  | 3.19,57  |
| 4×200 m              | Verenigd Koninkrijk Matthew Johnson Max Litchfield Caleb Hughes James Guy | 7.15,36 CR | Australië Isaac Jones Regan Leong Jack McLoughlin Mack Horton                | 7.15,82  | Verenigde Staten Blake Pieroni Joseph Bentz Caeleb Dressel Alexander Katz | 7.17,67  |
| Wisselslagestafette  |                                                                           |            |                                                                              |          |                                                                           |          |
| 4×100 m              | Japan Keita Sunama Kohei Goto Takaya Yasue Toru Marukaya                  | 3.38,13 CR | Rusland Grigori Tarasevitsj Vsevolod Zanko Aleksandr Koedasjev Jevgeni Sedov | 3.38,72  | Zuid-Afrika Christopher Reid Jarred Crous Ryan Coetzee Caydon Muller      | 3.42,01  |

### Vrouwen
| Onderdeel            | Goud                                                                               | Goud       | Zilver                                                                       | Zilver   | Brons                                                                                  | Brons    |
| -------------------- | ---------------------------------------------------------------------------------- | ---------- | ---------------------------------------------------------------------------- | -------- | -------------------------------------------------------------------------------------- | -------- |
| Vrije slag           |                                                                                    |            |                                                                              |          |                                                                                        |          |
| 50 m                 | Rūta Meilutytė Litouwen                                                            | 25,10      | Rozalia Nasretdinova Rusland                                                 | 25,16    | Siobhan Bernadette Haughey Hongkong                                                    | 25,38    |
| 100 m                | Siobhan Bernadette Haughey Hongkong                                                | 54,47 CR   | Rūta Meilutytė Litouwen                                                      | 54,94    | Shayna Jack Australië                                                                  | 55,23    |
| 200 m                | Diletta Carli Italië                                                               | 1.58,94    | Maria Baklakova Rusland                                                      | 1.59,51  | Quinn Carozza Verenigde Staten                                                         | 1.59,69  |
| 400 m                | Remy Fairweather Australië                                                         | 4.07,77    | Alanna Bowles Australië                                                      | 4.10,32  | Quinn Carozza Verenigde Staten                                                         | 4.11,14  |
| 800 m                | Alanna Bowles Australië                                                            | 8.32,68    | Rebecca Mann Verenigde Staten                                                | 8.37,85  | Linda Caponi Italië                                                                    | 8.38,42  |
| 1500 m               | Rebecca Mann Verenigde Staten                                                      | 16.23,89   | Linda Caponi Italië                                                          | 16.33,62 | Isabella Rongione Verenigde Staten                                                     | 16.35,28 |
| Rugslag              |                                                                                    |            |                                                                              |          |                                                                                        |          |
| 50 m                 | Gabrielle Fa'Amausili Nieuw-Zeeland                                                | 28,64      | Darja Oestinova Rusland                                                      | 28,71    | Clara Smiddy Verenigde Staten                                                          | 28,86    |
| 100 m                | Darja Oestinova Rusland                                                            | 1.01,05    | Kathleen Baker Verenigde Staten                                              | 1.01,18  | Jessica Fullalove Verenigd Koninkrijk                                                  | 1.01,27  |
| 200 m                | Kylie Stewart Verenigde Staten                                                     | 2.09,74 CR | Kathleen Baker Verenigde Staten                                              | 2.10,68  | Darja Oestinova Rusland                                                                | 2.10,79  |
| Schoolslag           |                                                                                    |            |                                                                              |          |                                                                                        |          |
| 50 m                 | Rūta Meilutytė Litouwen                                                            | 29,86 CR   | Viktoria Solnceva Oekraïne                                                   | 31,34    | Sophie Taylor Verenigd Koninkrijk                                                      | 31,38    |
| 100 m                | Rūta Meilutytė Litouwen                                                            | 1.06,61 CR | Sophie Taylor Verenigd Koninkrijk                                            | 1.07,36  | Viktoria Solnceva Oekraïne                                                             | 1.07,53  |
| 200 m                | Viktoria Solnceva Oekraïne                                                         | 2.23,12    | Anastasia Maljavina Oekraïne                                                 | 2.27,46  | Silvia Guerra Italië                                                                   | 2.27,51  |
| Vlinderslag          |                                                                                    |            |                                                                              |          |                                                                                        |          |
| 50 m                 | Svetlana Tsjimrova Rusland                                                         | 26,32 CR   | Stephanie Whan Australië                                                     | 26,71    | Lucie Svecena Tsjechië                                                                 | 26,97    |
| 100 m                | Svetlana Tsjimrova Rusland                                                         | 58,34 CR   | Liliána Szilágyi Hongarije                                                   | 58,73    | Jemma Schlicht Australië                                                               | 59,08    |
| 200 m                | Kathryn McLaughlin Verenigde Staten                                                | 2.08,72    | Liliána Szilágyi Hongarije                                                   | 2.09,46  | Misuzu Yabu Japan                                                                      | 2.10,76  |
| Wisselslag           |                                                                                    |            |                                                                              |          |                                                                                        |          |
| 200 m                | Rūta Meilutytė Litouwen                                                            | 2.12,32 CR | Ella Eastin Verenigde Staten                                                 | 2.13,76  | Sydney Pickrem Canada                                                                  | 2.14,36  |
| 400 m                | Ella Eastin Verenigde Staten                                                       | 4.40,02 CR | Rebecca Mann Verenigde Staten                                                | 4.40,26  | Emily Overholt Canada                                                                  | 4.42,06  |
| Vrije slag estafette |                                                                                    |            |                                                                              |          |                                                                                        |          |
| 4×100 m              | Rusland Maria Baklakova Rozalia Nasretdinova Valeria Kolotoesjkina Darja Oestinova | 3.41,40 CR | Australië Chelsea Gillett Shayna Jack Georgia Miller Jemma Schlicht          | 3.43,03  | Verenigde Staten Cierra Runge Kathryn McLaughlin Alexandra Meyers Mary Schneider       | 3.43,04  |
| 4×200 m              | Verenigde Staten Quinn Carozza Kathryn McLaughlin Katherine Drabot Cierra Runge    | 7.59,42    | Australië Chelsea Gillett Shayna Jack Remy Fairweather Alanna Bowles         | 8.03,07  | Rusland Maria Baklakova Valeria Kolotoesjkina Valeria Salamatina Anastasia Goezjenkova | 8.05,45  |
| Wisselslagestafette  |                                                                                    |            |                                                                              |          |                                                                                        |          |
| 4×100 m              | Rusland Darja Oestinova Anna Beloesova Svetlana Tsjimrova Rozalia Nasretdinova     | 4.04,48 CR | Verenigd Koninkrijk Jessica Fullalove Sophie Taylor Emma Day Grace Vertigans | 4.05,42  | Verenigde Staten Kathleen Baker Olivia Anderson Courtney Weaver Cierra Runge           | 4.05,76  |

### Gemengd
| Onderdeel            | Goud                                                                    | Goud       | Zilver                                                                  | Zilver  | Brons                                                                          | Brons   |
| -------------------- | ----------------------------------------------------------------------- | ---------- | ----------------------------------------------------------------------- | ------- | ------------------------------------------------------------------------------ | ------- |
| Vrije slag estafette |                                                                         |            |                                                                         |         |                                                                                |         |
| 4×100 m              | Australië Luke Percy Regan Leong Shayna Jack Georgia Miller             | 3.28,74 CR | Verenigde Staten Paul Powers Cierra Runge Mary Schneider Caeleb Dressel | 3.29,56 | Rusland Jevgeni Sedov Ivan Koezmenko Rozalia Nasretdinova Maria Baklakova      | 3.29,93 |
| Wisselslagestafette  |                                                                         |            |                                                                         |         |                                                                                |         |
| 4×100 m              | Rusland Darja Oestinova Vsevolod Zanko Svetlana Tsjimrova Jevgeni Sedov | 3.48,89 CR | Litouwen Danas Rapšys Rūta Meilutytė Povilas Strazdas Eva Gliozeryte    | 3.52,52 | Verenigde Staten Kathleen Baker Joseph Bentz Kathryn McLaughlin Caeleb Dressel | 3.52,63 |

### Medaillespiegel
| Plaats | Land                | Goud | Zilver | Brons | Totaal |
| 1      | Australië           | 10   | 6      | 2     | 18     |
| 2      | Rusland             | 9    | 8      | 9     | 26     |
| 3      | Verenigde Staten    | 9    | 7      | 12    | 28     |
| 4      | Litouwen            | 4    | 3      | 0     | 7      |
| 5      | Japan               | 2    | 3      | 5     | 10     |
| 6      | Italië              | 2    | 1      | 3     | 6      |
| 7      | Verenigd Koninkrijk | 1    | 4      | 2     | 7      |
| 8      | Oekraïne            | 1    | 2      | 1     | 4      |
| 9      | Griekenland         | 1    | 0      | 1     | 2      |
| 9      | Hongkong            | 1    | 0      | 1     | 2      |
| 11     | Nieuw-Zeeland       | 1    | 0      | 0     | 1      |
| 11     | Slovenië            | 1    | 0      | 0     | 1      |
| 13     | Hongarije           | 0    | 3      | 0     | 3      |
| 14     | Tsjechië            | 0    | 2      | 2     | 4      |
| 15     | Brazilië            | 0    | 1      | 0     | 1      |
| 15     | Duitsland           | 0    | 1      | 0     | 1      |
| 15     | Trinidad en Tobago  | 0    | 1      | 0     | 1      |
| 18     | Canada              | 0    | 0      | 2     | 2      |
| 18     | Polen               | 0    | 0      | 2     | 2      |
| 20     | Zuid-Afrika         | 0    | 0      | 1     | 1      |
| Totaal | Totaal              | 42   | 42     | 43    | 127    |